# Lenguas bendi
Las lenguas bendi son un pequeño grupo de lenguas de Nigeria de la rama Benue-Congo de las lenguas Níger-Congo cuya filiación dentro de dicho grupo necesita ser clarificada.

## Clasificación
Una de las primeras propuestas de clasificación situó al grupo bendi como subgrupo de las lenguas del río Cross, que podrían resultar a su vez parte de las lenguas bantoides meridionales. Las lenguas de este grupo son:
Alege, Banliku, Bekwarra, Bete-Bendi, Boki, Bumaji, Putukwam, Ubang, Ukpe-Bayobiri.
Los datos disponibles sobre estas lenguas son demasiado pobres para permitir una clasificación interna adecuada de estas lenguas.

## Comparación léxica
Los numerales en diferentes variedades de lenguas bendi son:
| GLOSA | Bekwarra | Bete       | PROTO- BENDI |
| ----- | -------- | ---------- | ------------ |
| '1'   | kìn      | iken       | *-kin        |
| '2'   | -hà      | ifee       | *-ɸa         |
| '3'   | -cià     | ikʲe       | *-cia        |
| '4'   | -nè      | inde       | *-ne         |
| '5'   | -dyaŋ    | idʲoŋ      | *-tiaŋ       |
| '6'   | -dyaàkìn | idʲoŋ-iken | *-tia(ŋ)-kin |
| '7'   | -dièhà   | idʲoŋ-ifee | *-tia(ŋ)-ɸa  |
| '8'   | -diècià  | idʲoŋ-ikʲe | *-tia(ŋ)-cia |
| '9'   | -diènè   | idʲoŋ-inde | *-tia(ŋ)-ne  |
| '10'  | irifo    | lihʷo      | *lifo        |